# Miro Gavran

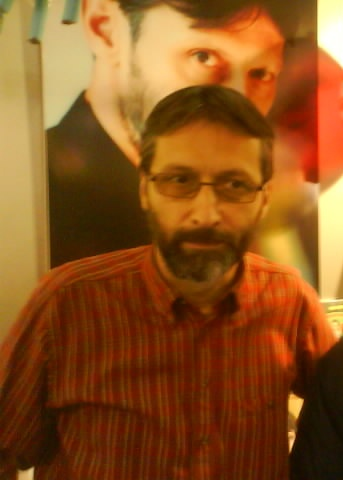
Miro Gavran.

Miro Gavran, född 1961, är en kroatisk författare. Han bor i Zagreb och är gift med Mladena Gavran och har en son. Gavran har studerat dramaturgi vid akademin för teater, film och TV i Zagreb. Han har arbetat på Teatar&TD i Zagreb, först som dramatiker och sedan som konstnärlig ledare.
Gavran har skrivit vuxenromaner och ungdomsromaner samt noveller, teaterpjäser och filmmanus. Hans verk har översatts till över 30 språk. En av hans mest kända romaner är Kako smo lomili noge (engelsk titel: How We Broke Our Legs) från 1995, där han ur ett barnperspektiv beskriver en familj i Kroatien under åren mellan 1971 och 1991.
Gavran har varit redaktör för litteraturtidskriften Plima. Han driver också en skola för kreativt skrivande, drama och prosa. Gavran var initiativtagare till Epilog Teatra i Zagreb och skrev pjäser för teatern mellan 1995 och 2001. År 2002 grundade han Teater GAVRAN tillsammans med sin fru. Gavrans pjäser har satts upp såväl i Kroatien som i andra länder, exempelvis Nederländerna, USA, Slovenien, Polen, Bulgarien, Argentina, Frankrike.
I Kroatien är Gavran så populär att en fanklubb har bildats, Miro Gavran Fan Club, som startades 2001 och har omkring 600 medlemmar. Populariteten visar sig också på så sätt att många av hans böcker har trycks i nya upplagor, i synnerhet ungdomsböckerna. Gavran har fått ta emot omkring 20 priser, både i Kroatien och i andra länder. Bland annat har han tre gånger fått ta emot Marin Držić-priset, som är det finaste priset en prosa- och pjäsförfattare kan få i Kroatien. I staden Trnava i Slovakien hålls festivalen Gavranfest varje år. Den har hållits där alltsedan 2003 och under festivalen hyllar man Gavran genom att spela hans pjäser.
I en intervju för tidningen Nacional har Gavran sagt att han beslöt sig för att bli författare redan vid 16 års ålder: ”Då tog jag fram en skrivbok och började skriva några berättelser, och sedan dess har jag inte slutat.”

## Teaterpjäser
- Kreontova Antigona
- Noć bogova
- Ljubavi Georgea Washingtona
- Čehov je Tolstoju rekao zbogom
- Najduži dan Marije Terezije
- Kraljevi i konjušari
- Shakespeare i Elizabeta
- Pacijent doktora Freuda
- Muž moje žene, Kad umire glumac
- Zaboravi Hollywood
- Sve o ženama
- Sve o muškarcima
- Vozači za sva vremena
- Hotel Babilon
- Kako ubiti predsjednika
- Zabranjeno smijanje
- Nora danas
- Tajna Grete Garbo

## Filmmanus
- Djed i baka se rastaju